# هدی زین‌العابدین
هدی زین‌العابدین (زادهٔ ۲۳ خرداد ۱۳۶۸) بازیگر ایرانی است. او کار حرفه‌ای خود را از ۱۳۸۴ آغاز کرد و با ایفای نقش در سریالِ سقوط یک فرشته (۱۳۹۰) به شهرت دست یافت. زین‌العابدین با بازی در عرق سرد (۱۳۹۶) نامزد سیمرغ نقش مکمل زن از جشنوارهٔ فیلم فجر شد و با بازی در عطرآلود (۱۴۰۱) نامزدی سیمرغ نقش اول زن را به دست آورد.
زین‌العابدین فارغ‌التحصیلِ رشتهٔ گرافیک است و در رشتهٔ عکاسی نیز فعالیت دارد.

## زندگی
هدی زین‌العابدین در ۲۳ خرداد ۱۳۶۸ در کرج به دنیا آمد. او یک برادر و یک خواهر دارد. پدرش مغازه‌دار و شغل آزاد و مادرش درگذشته است. او دارای فوق دیپلم گرافیک از دانشگاه جامع علمی کاربردی است. او فعالیت خود را به‌عنوان مدل در تیزرهای تبلیغاتی آغاز کرد و از ۱۶ سالگی با فیلم خانه روشن وارد بازیگری شد.

## فیلم‌شناسی

### سینما
| سال  | نام          | کارگردان          |
| ---- | ------------ | ----------------- |
| ۱۳۸۴ | خانه روشن    | وحید موسائیان     |
| ۱۳۹۰ | سه قدم عاشقی | محمد خراط‌زاده     |
| ۱۳۹۲ | پایان خدمت   | حمید زرگرنژاد     |
| ۱۳۹۳ | صفر          | مسعود یزدانی‌فر    |
| ۱۳۹۵ | آن‌ها         | احسان سلطانیان    |
| ۱۳۹۶ | عرق سرد      | سهیل بیرقی        |
| ۱۳۹۶ | جاده قدیم    | منیژه حکمت        |
| ۱۳۹۶ | اسرافیل      | آیدا پناهنده      |
| ۱۳۹۷ | طلا          | پرویز شهبازی      |
| ۱۳۹۷ | سمفونی نهم   | محمدرضا هنرمند    |
| ۱۳۹۸ | اتاق جادویی  | شهاب عباسی        |
| ۱۳۹۸ | دست‌انداز     | کمال تبریزی       |
| ۱۳۹۹ | زالاوا       | ارسلان امیری      |
| ۱۴۰۰ | دستهٔ دختران  | منیر قیدی         |
| ۱۴۰۱ | عطرآلود      | هادی مقدم‌دوست     |
| ۱۴۰۳ | بازی را بکش  | محمدابراهیم عزیزی |

### تلویزیون
| سال  | نام            | کارگردان        |
| ---- | -------------- | --------------- |
| ۱۳۸۸ | آشپزباشی       | محمدرضا هنرمند  |
| ۱۳۸۹ | یکی از ما      | نگار آذربایجانی |
| ۱۳۹۰ | سقوط یک فرشته  | بهرام بهرامیان  |
| ۱۳۹۱ | همهٔ خانواده من | داریوش فرهنگ    |

### نمایش خانگی
| سال  | نام          | کارگردان       |
| ---- | ------------ | -------------- |
| ۱۳۹۱ | قلب یخی ۳    | سامان مقدم     |
| ۱۳۹۲ | شوخی کردم    | مهران مدیری    |
| ۱۳۹۷ | رقص روی شیشه | مهدی گلستانه   |
| ۱۳۹۸ | کرگدن        | کیارش اسدی‌زاده |
| ۱۴۰۱ | رهایم کن     | شهرام شاه‌حسینی |
| ۱۴۰۳ | در انتهای شب | آیدا پناهنده   |

## جوایز و نامزدی‌ها
| سال  | جشنواره                                     | بخش                                    | فیلم         | نتیجه    | منبع        |
| ---- | ------------------------------------------- | -------------------------------------- | ------------ | -------- | ----------- |
| ۱۳۹۶ | سی و ششمین دوره جشنواره فیلم فجر            | سیمرغ بلورین بهترین بازیگر نقش مکمل زن | عرق سرد      | نامزدشده | [ ۵ ]       |
| ۱۳۹۷ | انجمن منتقدان و نویسندگان سینمای ایران      | بهترین بازیگر نقش مکمل زن              | عرق سرد      | نامزدشده | [ ۶ ]       |
| ۱۴۰۱ | چهل و یکمین دوره جشنواره بین‌المللی فیلم فجر | سیمرغ بلورین بهترین بازیگر نقش اول زن  | عطرآلود      | نامزدشده | [ ۷ ] [ ۲ ] |
| ۱۴۰۳ | بیست و سومین دوره جشن حافظ                  | بهترین بازیگر زن درام                  | در انتهای شب | نامزدشده | [ ۸ ]       |